# Шакирова, Сали
Сали Шакирова (каз. Сәли Шәкірова; 1919 год — 2008 год) — заведующая фермой колхоза имени Молотова Жилокосинского района Гурьевской области, Казахская ССР. Герой Социалистического Труда (1948).

## Биография
Сали Шакирова родилась в 1919 году в рабоче-крестьянской семье при Эмбинском сельсовете Жилокосинского района Гурьевской области. Казашка. В 1944 году вступила в ВКП(б). Происходит из подрода акбота рода адай племени байулы.
В 1938-39 годах работала продавщицей в Аратюбинском сельском Совете.
В 1940-41 годах работала колхозницей, участвовала в различных видах посевных работ и на заготовке кормов.
В 1942-44 годах работала кладовщицей склада в колхозе.
В 1944-49 годах работала заведующей овцеводческой фермой в колхозе на базе Казахского совхоза «Восход коммунизма» (бывший им.Молотова). В 1947 году от 1200 овцематок получила 1440 ягненка.
В 1949-51 годы работала заместителем председателя колхоза имени Амангельды.
В 1951-53 годах работала заведующей верблюжьей фермой в колхозе "Правда".
С 1953 по 1962 годы работала председателем Киякского сельского совета. 
С июня 1962 года работала председателем Калининского сельского Совета депутатов трудящихся (Эмбинский район). По инициативе Сали в колхозе Енбекши был открыт детский сад.

## Семья
Муж - Шакиров Урим Баркимбекович (1911 - 14.10.1944). 9 января 1942 года был призван в Красную Армию Жилокосинским райвоенкоматом, принял участие в Великой Отечественной войне в составе 365 запасного стрелкового полка 13 запасной стрелковой дивизии. Погиб 14 октября 1944 года во время освобождения Белграда.
Сын - Играшин.

## Награды
Указом Президиума Верховного Совета СССР от 23 июля 1948 года «за получение высокой продуктивности животноводства в 1947 году при выполнении колхозом обязательных поставок сельскохозяйственных продуктов и плана развития животноводства» тов. Шакирова Сали удостоена звания Героя Социалистического Труда с вручением Ордена Ленина и золотой медали Серп и Молот.
Почетный гражданин Эмбинского района.